# Charles III. de Lorraine, duc d’Elbeuf

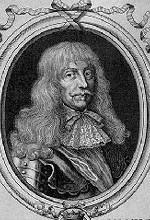
Charles III., duc d’Elbeuf, Anonym

Charles III de Lorraine-Guise (* 1620; † 4. Mai 1692 in Paris) war ein französischer Adliger und Militär. Er war Herzog von Elbeuf, Pair von Frankreich, Graf von Lillebonne und Rieux.

## Leben
Er ist der Sohn von Charles II. de Lorraine, 2. Herzog von Elbeuf († 1657), und Catherine Henriette de Bourbon († 1663), genannt Mademoiselle de Vendôme, somit der Enkel von König Heinrich IV. und Gabrielle d’Estrées.
Zu Lebzeiten seines Vaters war er als Comte d’Harcourt-Elbeuf bekannt. Er diente 1641 im Dreißigjährigen Krieg in Italien unter dem Comte d’Harcourt, seinem Onkel, bei der Belagerung von Ivrea, der Aufhebung der Belagerung von Chivasso (durch Thomas von Savoyen-Carignan) und der Eroberung von Cuneo. Im Jahr darauf diente er in der Picardie, ebenfalls unter dem Kommando seines Onkels. Unter dem Herzog von Enghien kämpfte er 1643 in der Schlacht bei Rocroi (Mai), der Belagerung von Thionville (Juli/August) und Sierck sowie 1644 bei der Belagerung von Gravelines. Am 25. Februar 1645 erhielt er den Auftrag, ein Kavallerieregiment seines Namens aufzustellen. Am 3. August 1645 kämpfte er, wiederum unter Enghien in der Schlacht bei Alerheim, und nahm später an der Belagerung von Trier teil.
Am 26. April 1646 wurde er zum Maréchal de camp ernannt, wurde anschließend unter dem Duc d’Orléans bei Belagerungen in Flandern eingesetzt. Am 22. März 1648 wurde er zum Lieutenant-général des Armées du Roi befördert. Unter dem Oberkommando des Prince de Condé nahm er an der Einnahme von Ypern und der Schlacht bei Lens (20. August 1648) teil. Am Ende des Feldzugs wurde sein Regiment entlassen.
Als er 1649 unter dem Comte d’Harcourt in der Armee von Flandern eingesetzt wurde, schlug er am 10. Juni ein lothringisches Korps in der Nähe von Valenciennes und am 23. Juni ein Korps von 800 Reitern zwischen Douai und Saint-Amand. Er diente bei der Belagerung von Cambrai und eroberte Condé am 25. August.
1650 wurde er unter Maréchal du Plessis-Praslin eingesetzt und kam Guise zu Hilfe, belagerte und eroberte Rethel und besiegte die Spanier in der Schlacht bei Rethel (15. Dezember 1650). Als er 1651 unter Maréchal d’Aumont in der Armee von Flandern eingesetzt wurde, trug er zur Rettung der Stadt Vervins bei, die vom Herzog von Württemberg angegriffen wurde.
Am 5. März 1652 wurde zum Gouverneur von Picardie und Artois en survivance seines Vaters ernannt, womit sein aktiver Dienst im Militär endete. Durch den Tod seines Vaters am 5. November 1657 wurde er der dritte Herzog von Elbeuf, Pair von Frankreich und nunmehr amtierender Gouverneur von Picardie (letzteres wurde am 2. März 1658 beim Parlement dokumentiert).
Als am 16. März 1675 François Joseph de Lorraine, der 6. Herzog von Guise im Alter von fünf Jahren starb, wurden Charles III. und seine Söhne zu den letzten männlichen Angehörigen des Hauses Guise, er selbst konnte Anspruch auf die Nachfolge als Herzog erheben, tatsächliche Erbin wurde aber Marie de Lorraine, die Großtante des Verstorbenen, die 1688 so vererbte, dass Guise an das Haus Condé fiel.

## Ehe und Familie
Charles III. heiratete in erster Ehe am 7. März 1648 Anne Élisabeth de Lannoy, Comtesse de Lannoy (* 1626; † 3. Oktober 1654 in Amiens), bestattet in der Jakobinerkirche der Rue Saint-Honoré in Paris, einzige Tochter von Charles, Comte de Lannoy, Gouverneur de Montreuil, und Anne d’Aumont, Witwe von Henri Roger du Plessis de Liancourt, Comte de La Roche-Guyon. Ihre Kinder waren:
- Anne Élisabeth (* 6. August 1649; † 5. August 1714 in Commercy); ⚭ 15. April 1669[2] in Bar-le-Duc Charles Henri de Lorraine (* 17. April 1649 in Brüssel; † 14. Januar 1723 in Nancy), Comte, dann Prince de Vaudémont, Prince de Commercy (1707) et d’Einville, Comte de Falkenstein et de Bitche, Ritter im Orden vom Goldenen Vlies, unehelicher Sohn von Karl IV., Herzog von Lothringen, und Béatrix de Cusance, Princesse de Cantecroix
- Charles (* 2. November 1650 in Paris; † 1690), Malteserordensritter.

Als Witwer heiratete er am 20. Mai 1656 in zweiter Ehe Élisabeth de La Tour d’Auvergne (* 11. Mai 1635 in Maastricht; † 23. Oktober 1680 in Paris), Tochter von Frédéric-Maurice de La Tour d’Auvergne, 6. Herzog von Bouillon, und Éléonore Catherine Fébronie de Bergh. Ihre Kinder waren:
- Henri Frédéric (* 26. Januar 1657; † 21. Oktober 1666 in Paris), Comte de Rieux et de Lillebonne
- Marie Eléonore (* 14. Februar 1658[3]; † März 1731), Nonne im Couvent Sainte-Marie in Paris, Äbtissin des Couvent de la Visitation im Faubourg Saint-Jacques in Paris
- Marie Françoise (* 5. Mai 1659; † 1680 in Paris), Nonne im Couvent Sainte-Marie in Paris, Äbtissin des Couvent de la Visitation im Faubourg Saint Germain in Paris
- Henri (* 7. August 1661; † 17. Mai 1748[4] in Elbeuf), 1692 4. Duc d’Elbeuf, Pair de France, Comte de Lillebonne et de Rieux, Baron d’Ancenis, 1696 Lieutenant-général, Gouverneur von Artois, Picardie, Hennegau und Montreuil; ⚭ 28. Januar 1677 in Saint-Germain-en-Laye Anne Charlotte de Rochechouart de Mortemart (* 1660/61; † 28. April 1729 in Paris), bestattet in der Abtei Saint-Nicolas des Champs in Paris, Tochter von Louis Victor de Rochechouart, 2. Duc de Mortemart et de Vivonne, Pair de France, Maréchal de France, und Antoinette Louise de Mesmes
- Louis (* 18. September 1662; † 4. Februar 1693 in Paris), Abt von Notre-Dame d’Ourscamp
- Emmanuel Maurice (* 20. Dezember 1677[5]; † 17. (oder 14.) Juli 1763[6]), 1706 kaiserliche General der Kavallerie in Neapel, 1717 Seigneur de Gondreville, 1748/52 5. Duc d’Elbeuf, Pair de France, Prince de Lorraine, Baron de Routot et de Quatremare; ⚭ (1) (Ehevertrag 25. Oktober 1713 in Neapel) Maria Teresa Stramboni, Principessa Salza († 1745 in Gondreville), Tochter von Gian Vicente Stramboni, Duca de Salsa; ⚭ (2) 6. Juni 1747 Innocente Catherine de Rougé du Plessis-Bellière, Marquise du Fay, Dame de Bouligny, de Lavau etc. (* 28. Dezember 1707; † 17. März 1794[7] in Paris), 1747 Princesse de Lorraine und Reichsfürstin, Tochter von Jean Gilles de Rougé, Marquis du Plessis-Bellière, genannt le Marquis du Fay, und Renée Florimonde de Lantivy de Crosco, Witwe von Jean Sébastien de Kerhouet de Kergournadecq, Marquis de Coetanfao

Wieder verwitwet, heiratete er in dritter Ehe am 25. August 1684 Françoise de Montau(l)t de Navailles, Marquise de Bénac (* 1653; † 10. Juni 1717), bestattet in der Dominikanerkirche im Faubourg Saint-Jacques, Erbtochter von Philippe de Montau(l)t, 2. Duc de Navailles, Pair de France, Maréchal de France, und Suzanne de Baudéan-Parabère, 1660–1664 Première dame d’honneur der Königin Marie Thérèse d’Autriche. Ihre Kinder waren:
- Suzanne Henriette (* 1. März 1686[10]; † 16. Dezember 1710 in Paris), bestattet in der Dominikanerkirche des Faubourg Saint-Jacques; ⚭ 8. November 1704 in Tortona Ferdinando Carlo Gonzaga (* 31. August 1652; † 5. Juli 1708 in Padua), 1665 10. Herzog von Mantua
- Louise Anne Radegonde (* 10. Juli 1689; † 1726), 1709 Zisterzienserin in der Abtei Penthemont in Paris, September 1716 Äbtissin von Saint-Saëns

Darüber hinaus sind von ihm drei uneheliche Kinder bekannt:
- Alexis de Lorraine, legitimiert im März 1673
- Charles de Lorraine (* 1645; † nach 1708), legitimiert im März 1673, Chevalier de Quatremares, Gouverneur der Zitadelle von Mantua; ⚭ 30. März 1675[11] in Paris Anne d’Angleberme (* 1655) (Nachkommen)
- Charlotte de Lorraine, legitimiert am 12. Juni 1680; ⚭ 1681 Léonor de Brédevent, Seigneur d’Oissel et de Betaucourt

Charles III. de Lorraine, Dus d’Elbeuf, starb am 4. Mai 1692 im Alter von 72 Jahren und wurde in der Dominikanerkirche im Faubourg Saint-Jacques bestattet.